# 前田蓮山
前田 蓮山（まえだ れんざん、本名:又吉、明治7年（1874年）10月2日 - 昭和36年（1961年）10月5日）は、政治記者、政治社会評論家。
政党政治史や人物評伝などの著作を残した。代表作『原敬伝』など。筆名として、蓮山生、元龍山人、無名隠士、無名居士、覆面士、鬼谷庵先生、金剛眼などがある。

## 生涯

### 生い立ち
長崎県北高来郡森山村（後の北高来郡森山町・現諫早市）の農家の村役であった又次郎、イヨの二男として生まれる。小学校時代には神童と呼ばれ、十八史略、日本外史、国史略、論語などの漢籍及び徒然草や竹取物語などの国文は独学で読み取れた。13歳で唐詩選も読み漢詩の作り方も覚えた。「蓮山」という号の由来は、一家が森山村と隣の小野村を境する蓮華石岳という山の麓に住んでいたことから蓮という字に山をあて、「れんざん」と号した。その一方では、数え年10歳くらいの時に、早くも自由党の洗礼を受けた。数え年14歳になると、大人に混じって自由民権論を弁じるなどした 。

### 青年期
明治23年（1890年）16歳で、佐賀に出て初めて英語を学んだ。次に長崎に出て、柴田英語学舎学校（創立者は柴田昌吉）に入った。モットというアメリカ人の宣教師から英語を習った。英語や普通学を学び準教員免許状を取り、明治26年（1893年）、長崎県尋常師範学校に合格した。明治30年（1897年）、卒業後すぐ東京高等師範学校へと進んだ。しかし在学中に盲腸炎になり、学業を続けることが困難な状況になったために帰郷。明治32年（1899年）、再び上京し東京専門学校（早稲田）の哲学科に入り、更に英語政治科に移った。この時は外交官になろうかと思った。一挙に高文試験を受けようと決心、図書館通いをはじめたが、長続きせず、外交官試験を断念。明治大学に編入したがこれも続かず挫折、ブラプラしているうちに早くも明治34年（1901年）27歳になっていた。郷里の隣町の小野出身で野口弥三という第一銀行の重役（副支配人）の世話で、辻新次(元文部次官、男爵となる)の書生をしてなんとか食いつないで過ごす。辻の援助のおかげで、「英*漢夜学塾」を設け、又一方、文学社という出版会社の原稿など書いて、独立生活ができるようになった。

### 新聞界に入る
明治35年（1902年）、又吉27歳の秋、諌早出身で有名な漢詩人野口寧斎の世話で横浜の新聞社「横浜新報」に入社した。翌年、政友会代議士日向輝武と出会い、その世話で新井イチと結婚する。日向は移民事業で財をなし、手広く事業に投資していた。その中に電報通信社（電通の前身）があり、その会長になっていた。日向のすすめで通信社の仕事に鞍替えし明治38年（1905年）東京に戻る。代議士になろうとおもい、そのために資金を作ろうと事業に取り組む。ランプの口金、英語講義録の出版などを手掛けたが失敗し、莫大な借財を負うこととなった。明治41年（1908年）長女2歳、長男が生まれたばかりで路頭に迷う人生最大の危機だった。この危機に日向の援助がありなんとか切り抜けた。
学生時代に小説の手ほどきを受けた小杉天外が、「無名通信」という雑誌を発行する企画があることを知り、編集長として職を得、3年ほど続ける。ここで政界話などの雑文を覚える。また発禁処分を三回食らいながら藩閥、官僚、軍部批判をし、政党政治を支持する論調で、実力を蓄えた。
明治44年（1911年）毎日新聞（東京横浜毎日新聞を改題）が報知新聞に身売りした時期に再び新聞社に入った。この時すでに36歳になっていた。立憲政友会の記者クラブ十日会のメンバーになり、報道記者ではないがいわゆる遊軍記者で、当時新聞界では「閑文字」と呼ばれ、政界の昔話や、人物評論や、社会批評などの雑文書きであつた。中でも人物批評は得意分野でその取材で多数の政界人と面識を持った。
いわゆる桂園時代で西園寺総裁率いる政友会に密着し人脈を構築しニュース源をひろげかつ信頼性を獲得していった。

### 時事新報時代と雑誌『太陽』
大正3年（1914年）2月。毎日新聞で「議会の闘将」と題し、犬養毅、尾崎行雄などに加え、政友会の実力者原敬の人物評論を執筆、評判を得る。経営が報知から山本実彦（後改造社社長）に移るのを期に退社、フリージャーナリストを目指す。雑誌『太陽』編集長浅田江村より原敬について論評に依頼を受け、世に出るチャンスととらえ「今日主義の原敬」と題する4百字60枚の原稿を書き上げ6月号に掲載となる。この原敬論は早速評判となり、時事新報と読売新聞から入社の誘いがきた。そこで当時日本一の新聞社であった時事新報に「太陽」に毎号書いてもよいという条件付きで入社を承諾する。時事新報に入ると、早速三党首領（原、加藤、犬養）の比較論を書いた。子爵秋元興朝の紹介で、原敬を訪問した。対談したのはこれが最初である。
大正4年（1915年）「逐鹿閑話」という選挙にまつわる話を連載、 また「人物の印象」という人物評論も連載した。一方雑誌『太陽』には、「党首月旦」「政党史論」などを毎月執筆、『中央公論』にも「加藤外相論」を執筆した。大正5年（1916年）になると『太陽』に「政界の表裏」を無名隠士の名で連載が開始、政界話をご隠居が語ると言うスタイルを生み出し、これが評判となりその後昭和2年（1927年）まで続くヒットとなった。
また、時事新報で「政変物語」を連載し、この連載を翌大正6年（1917年）に出版、徳富蘇峰、三宅雪嶺、石河幹明の推薦文を得た。政界のウラ話の情報は勿論政友会諸氏が情報源であったが、政党情報以外については枢密顧問官伊東巳代治が情報源であった。伊東巳代治は大の新聞記者嫌いで記者をめったに寄せ付けなかった。蓮山は同郷（長崎）のよしみということで近づき、絶大なる信頼を得た。大正7年（1918年）原敬内閣が初の政党内閣、平民宰相が誕生した。蓮山は原邸には「木戸御免」で毎日出入りできる程になっていた。大正デモクラシーの社会にあって開放的で華美な風潮が流れる中、大正8年（1919年）「社会の黴」なる社会批評を夕刊に連載し、政治評論に加え社会評論家としても認知された。大正10年（1921年）10月原敬、加藤高明、犬養毅の人物評論「三頭首領」を出版。大正10年（1921年）11月、原敬は東京駅にて刺殺された。

### 中央新聞時代と「政界往来」
蓮山にとっては人生のメンターであった原敬を失い、時事新報社を退社、47歳で蓮山は「文化通信社」なる月刊誌を発行した。大正12年（1923年）関東大震災を麹町下2番町で遭遇。そのすさまじさを『太陽』に投稿する。大正13年（1924年）1月、政友会が分裂する時期、政友会の機関新聞、中央新聞に主筆として迎えられた。大正14年（1925年）「政党哲学」を浩洋社より出版。大正14年（1925年）7月より中央新聞紙上に時事コラム「鼻苦笑」を蓮山生の筆名で毎日書き始める。その後「蟹の泡」「野の声」と題名の変遷はあったが昭和7年（1932年）8月まで続ける。震災での被害は免れたものの都内を避け田園都市開発のすすむ荏原郡馬込村出穂山（現・大岡山駅付近）に転居、自宅を手に入れた。
昭和に時代が変わり、原敬の偉業をまとめる原敬全集刊行会の編集委員となる。昭和4年（1929年）に完成。また立憲政友会報国史編纂人になり、上下巻を昭和6年（1931年）に完成した。昭和5年（1930年）木舎幾三郎が創刊した「政界往来」に同人として参加、毎号記事を提供した。この活動は中央新聞在籍中も続け、昭和10年（1935年）9月床次竹二郎が亡くなるまで5年間続いた。
昭和7年（1932年）犬養内閣ができると、内閣書記官長森恪からの要請で内閣嘱託となる。また鉄道省の嘱託もした。突然時事新報の武藤山治社長から社友として招かれる。昭和9年（1934年）3月武藤山治社長が暗殺された。これにより時事新報の再建は難しくなり、蓮山も退いた。政党政治の本場英国に1年ほど研究に出かけるつもりであったが断念、政党政治を分かりやすく紹介する目的で「政党政治の科学的検討」を野依秀市の秀文閣書房より出版した。

### 伝記編纂に取り組む
昭和14年（1939年）「床次竹二郎伝」を出版。昭和15年（1940年）念願の「原敬伝」に着手。7月「第二次近衛内閣、奇奇怪怪の政変有り。政党の醜態見るに堪えん。」蓮山は政界との縁を切り、もっぱら原敬伝完成に進むべく決心する。昭和18年（1943年）高山書院より出版。「原敬伝」は、戦後原敬日記が公開されるまでは、原敬研究の重要な文献であった。「中橋徳五郎伝」牧野良三編上巻執筆、下巻を蓮山が書き直し昭和19年（1944年）2月完成。昭和19年（1944年）12月故郷長崎の森山村に疎開した。しかし連日空襲警報に悩まされ、遂に8月9日長崎市内に原子爆弾が投下、15日に終戦を迎えた。

### 戦後の活動
70歳を超えた蓮山は帰京後「星亨伝」に取り組み昭和22年（1947年）10月に完成。政党3部作「星亨伝」「原敬伝」「床次竹二郎伝」の完成を以て政党誕生期、発展期、衰退期の歴史と人物を描いた。昭和25年（1950年）から昭和26年（1951年）にかけて「原敬日記」が公開された。蓮山は日記を読み込み、今まで分からなかったこと、誤解していたことなど新たな事実を発見した。そこで昭和33年（1958年）時事通信社が「日本宰相列伝」「原敬」を執筆した。蓮山83歳になっていた。
戦後、後輩の山浦貫一、野村秀雄などの尽力で月刊「選挙」という雑誌に、昭和29年（1954年）から「歴代総理大臣」伊藤博文から第24代加藤高明までを連載し、「歴代内閣物語上、下巻」として時事通信社が昭和36年（1961年）2月出版。続いて「自由民権時代」は、昭和28年（1953年）東京音羽の鳩山一郎邸で自由党幹部が集まったおり、日本には一貫した政党史が無い。前田蓮山に執筆を依頼してはどうか。ということがきっかけで書き始めた、時事通信社の勧めで公刊の運びとなった。563ページの大作であり、これが絶筆となった。9月12日に87歳の生涯をとじた。

## 著作一覧
- 『小学各科教案範例』同文館1902年
- 『政変物語』文成社1914年
- 『政界の表裏』萬朶書房　19187年
- 『社会の黴』アルス　1919年
- 『労働運動者の棚卸し』白水社1920年（無名隠士の名前）
- 『三頭首領』文化出版社　1921年
- 『原敬翁遺墨目録』大光社1922年
- 『政治は人格なり』新作社　1924年
- 『政党哲学』浩洋社　1925年
- 『原敬全集』原敬全集刊行会　1929年。編集委員（共編）
- 『立憲政友会報国史　上・下』立憲政友会報国史編纂部　1931年（編纂者）
- 『政党政治の科学的検討』秀文閣書房　1936年
- 『床次竹二郎伝』床次竹二郎伝記刊行会　1939年
- 『原敬伝　上・下』高山書院　1943年
- 『中橋徳五郎 上・下』中橋徳五郎翁伝記編纂会　1944年
- 『金玉均伝 上巻』慶応出版社　1944年（下巻は未刊行）
- 『星亨伝』高山書院　1948年
- 『政党のはなし』高山書院　1944年
- 『原敬』（三代宰相列伝）時事通信社　1958年、新版〈日本宰相列伝7〉 1985年
- 『歴代内閣物語　上・下』時事通信社　1961年
- 『自由民権時代』時事通信社　1961年